# Saint-Ferréol-les-Neiges
Saint-Ferréol-les-Neiges es un municipio canadiense situado en la provincia de Quebec.

## Superficie
Saint-Ferréol-les-Neiges tiene una superficie de 83,18 km².

## Demografía
En 2021, tenía 3806 habitantes, una densidad poblacional de 45,8 hab./km², y 2697 viviendas.